# Municipio de Cole (Misuri)
El municipio de Cole (en inglés: Cole Township) es un municipio ubicado en el condado de Benton en el estado estadounidense de Misuri. En el año 2010 tenía una población de 2070 habitantes y una densidad poblacional de 8,86 personas por km².

## Geografía
El municipio de Cole se encuentra ubicado en las coordenadas 38°18′8″N 93°10′21″O / 38.30222, -93.17250. Según la Oficina del Censo de los Estados Unidos, el municipio tiene una superficie total de 233.68 km², de la cual 222.45 km² corresponden a tierra firme y (4.81%) 11.23 km² es agua.

## Demografía
Según el censo de 2010, había 2070 personas residiendo en el municipio de Cole. La densidad de población era de 8,86 hab./km². De los 2070 habitantes, el municipio de Cole estaba compuesto por el 97.05% blancos, el 0.19% eran afroamericanos, el 0.72% eran amerindios, el 0.39% eran asiáticos, el 0.05% eran isleños del Pacífico, el 0.24% eran de otras razas y el 1.35% pertenecían a dos o más razas. Del total de la población el 1.26% eran hispanos o latinos de cualquier raza.